# Dieses Land ist mein Land
Dieses Land ist mein Land ist ein US-amerikanisches Filmdrama von Regisseur Hal Ashby aus dem Jahr 1976 und schildert das Leben des amerikanischen Folksängers Woody Guthrie (1912–1967).

## Handlung
In den 1930er-Jahren lebt Woody mit seiner Frau Mary in Texas. Als eigensinniger Gelegenheitsarbeiter lebt er mit seiner Frau in bescheidenen Verhältnissen. Als Tramp versucht er nach Kalifornien zu gelangen. Nach einigen Schwierigkeiten schafft er es, aber auch hier sieht er nur Arbeitslosigkeit, Not und Hoffnungslosigkeit.
Der Sänger Ozark besucht mit seiner Gitarre die Plantagenarbeiter und versucht sie dazu zu bringen, einer Gewerkschaft beizutreten. Er bemerkt Woody und lädt ihn zum Vorsingen bei einer Radiostation ein. Tatsächlich schafft Woody den Sprung und bekommt sogar seine eigene Show, in der er den Gewerkschaftsgedanken weiterträgt. Dadurch stößt er auf viele Widerstände.

## Kritik
„Mißt man nun diesen Film nicht an seinem Grad an Treue gegenüber der Historie, dann wird man sich zwar immer noch an manchem unnötigen Zierrat und Kunstwillen stoßen, aber doch anerkennen müssen, das Ashby einen an Figuren und Motiven sehr reichen und runden Film gemacht hat, der auch in seiner politischen Unschärfe noch glaubwürdig eine logische und notwendige Politisierung zeigt, auch den Preis dafür (den privaten wie den wirtschaftlichen) nicht verschweigt und wenigstens die Songs von Woody Guthrie in der Nachinszenierung vor jeder Glätte verschont.“

## Hintergrund
Für die Rolle von Woody Guthrie war der Sänger Tim Buckley vorgesehen, der aber vor Drehbeginn verstarb.
Zum ersten Mal verwendete der Kameramann Garrett Brown die von ihm entwickelte Steadicam in einem Film.

## Auszeichnungen
- 1976 – Oscars in den Kategorien Beste Kamera und Beste Musik, vier weitere Nominierungen
- 1976 – LAFCA Award für die Kameraarbeit
- 1976 – NBR Award für David Carradine als Bester Schauspieler
- 1977 – NSFC Award für die Kameraarbeit